# Чайная «Чэнцзи»
«Чайная „Чэнцзи́“» (кит. трад. 成記茶樓, палл. Чэн Цзи Ча Лоу) — гонконгская криминальная драма режиссёра Куай Чихуна производства студии братьев Шао. Главную роль исполнил Чэнь Гуаньтай. В следующем, после выхода фильма, году состоялся выпуск сиквела — «Старший брат Чэн» (1975), названного в честь персонажа Чэня.

## Сюжет
Действие фильма разворачивается вокруг гонконгской чайной, которой управляет недавний иммигрант с материка. Спустя серию слабо связанных эпизодов, исследуется проблема преступности Гонконга: полиция неэффективна, суды слишком снисходительны, а банды триад терроризируют граждан. Единственным решением проблемы становится взять закон в свои руки, поэтому хозяин чайной постепенно становится похожим на главу банды, который помогает обычным людям.

## В ролях
- Чэнь Гуаньтай — старший брат Чэн
- Карен Ип — невестка Ван
- Лю Уци — Сянь Сичжу
- Тун Линь — инспектор
- Брюс Ле[англ.] — Си Тянь
- Лам Фун — Жун
- Ян Чжицин — Фа Тацзу
- Чжань Сэнь[англ.] — Шэн Фаньмин
- Цзян Ян — Буйвол Цзя
- Лэй Пханфэй[кит.] — Сюй Дафу
- Тереза Ха[кит.] — тётя Тань
- Чэнь Мэйхуа — Пхин
- Пхан Пхан — Толстяк Чжэн
- Ён Чаклам[кит.] — Гао Лаовэй
- Цян Хань — грабитель Лэя
- Лэй Саукхэй — Хань Цюань
- Сам Лоу — дядя Цзоу
- Лён Сёнвань — Большой Нос Цуй
- Вон Чхинхо — 4-й дядя Чэна
- Кон Хоой — Фан
- Чэн Ган[фр.] — судья
- Ын Вуй[англ.] — полицейский
- Фань Мэйшэн[англ.] — бандит Лэя
- Вон Ю[англ.] — Тёмный Вэнь

## Кассовые сборы
Премьера в гонконгском кинотеатральном прокате состоялась 19 октября 1974 года. По результатам пятнадцати дней кинопроката гонконгская «касса» фильма составила 1 437 336 HK$. Картина оказалась кассовым хитом: лента заняла девятую строчку по кассовым сборам в кинопрокате Гонконга за 1974 год.

## Восприятие
«„Чайная“ может и не соответствует аннотации с обложки („жёсткая и чувствительная веха жанра кунг-фу“), но, тем не менее, это эффективная социальная драма», — Kozo, сайт LoveHKFilm.com.
«Я не могу переоценить, насколько этот фильм действительно замечательный, и он может просто изменить то, как вы думаете о фильмах жанра „экшен“», — JJ Hatfield, сайт cityonfire.com.
«„Чайная“ стоит бок о бок и расширяет лучшие фильмы Чжана Чэ про преступную молодёжь. Благодаря уникальному упору на наказание во многих его формах, это даже лучше, чем работа Чжана в жанре (которая имеет тенденцию несколько повторяться). Оригинально новый визуальный стиль Куая и обширные натурные съёмки прослеживаются на всём протяжении этой социальной драмы, добавляя неоспоримую реальность фильму. Вдобавок его дерзая, уникальная операторская работа привносит много молодёжного духа. Фильм также демонстрирует несколько отличных комедийных штрихов, которые прекрасно работают, чтобы снять напряжение и уравновесить серьёзный социальный комментарий», — Уилл Коуф, сайт Silver Emulsion Reviews.

## Издания на физических носителях
| Тип носителя     | VCD                             | DVD                                                              |
| Дата выпуска     | 5 декабря 2002                  | 5 декабря 2002                                                   |
| Звуковые дорожки | Кантонский, путунхуа            | Кантонский, путунхуа                                             |
| Издатель         | Intercontinental Video (HK)     | Intercontinental Video (HK)                                      |
| Субтитры         | - Английские, китайские (трад.) | - Английские, китайские (трад. и упр.), малайские, индонезийские |